# Thymops birsteini
Thymops birsteini е вид десетоного от семейство Омари (Nephropidae). Видът не е застрашен от изчезване.

## Разпространение и местообитание
Разпространен е в Аржентина (Огнена земя, Рио Негро, Санта Крус и Чубут), Фолкландски острови, Чили (Айсен) и Южна Джорджия и Южни Сандвичеви острови.
Обитава крайбрежията на океани и морета. Среща се на дълбочина от 401 до 1583 m, при температура на водата от 2,8 до 4,3 °C и соленост 34,2 – 34,5 ‰.